# Prefettura di Nara
Nara (奈良県?, Nara-ken) è una prefettura giapponese con circa 1,4 milioni di abitanti, si trova nella regione di Kansai, sull'isola di Honshū. Il suo capoluogo è l'omonima città di Nara.
Confina con le prefetture di Kyoto, Mie, Osaka e Wakayama. Altre grandi città sono Kashihara, Ikoma e Yamatokōriyama.